# Регионална лига Републике Српске у фудбалу
Регионална лига Републике Српске у фудбалу (Трећа лига Републике Српске у фудбалу) је трећи степен такмичења у Републици Српској које организује Фудбалски савез Републике Српске. Лига је подијељена у четири групе, групу „Запад“, „Центар“, „Исток“ и „Југ“. Побједници Регионалне лиге Републике Српске у фудбалу се пласирају у Другу лигу Републике Српске. Право на улазак у Регионалну лигу Републике Српске остварују побједници нижерангиране Подручне лиге Републике Српске у фудбалу.

## Такмичењe
Учесници у сезони 2020/21
- Регионална лига РС ( Запад)[1]
- Регионална лига РС (Центар)[2]
- Регионална лига РС ( Исток)[3]
- Регионална лига РС (Југ)[4]

## Побједници група Регионалне лиге Републике Српске

### Сезона 2019/20.
- Група „Запад”: ФК Прогрес Кнежево
- Група „Центар”: Наша крила Костајница
- Група „Исток”: ОФК Шековићи
- Група „Југ”: ФК Жељезница Трново

### Сезона 2018/19.
- Група „Запад”: ФК Борац Козарска Дубица
- Група „Центар”: ФК Требава Осјечани
- Група „Исток”: ФК Милићи Милићи
- Група „Југ”: ФК Соколац Соколац

### Сезона 2017/18.
- Група „Запад”: ФК Карановац Карановац
- Група „Центар”: ФК Полет Брод
- Група „Исток”: ФК Братство Братунац
- Група „Југ”: ФК Стакорина Чајниче

### Сезона 2016/17.
- Група „Запад”: ФК Дубраве Дубраве
- Група „Центар”: ФК Врањак Врањак
- Група „Исток”: OФК Слога Горње Црњелово
- Група „Југ”: ФК Жељезница Трново

### Сезона 2015/16.
- Група „Запад”: ФК Жељезничар Бања Лука
- Група „Центар”: ФК Минерал Бања Врућица
- Група „Исток”: ФК Губер Сребреница
- Група „Југ”: ФК Вележ Невесиње

### Сезона 2014/15.
- Група „Запад”: ФК Слога Србац
- Група „Центар”: ФК Жељезничар Добој
- Група „Исток”: ФК Јединство Брчко
- Група „Југ”: ФК Рудо Рудо

### Сезона 2013/14.
- Група „Запад”: ФК Борац Козарска Дубица
- Група „Центар”: ФК Минерал, Бања Врућица
- Група „Исток”: ФК Звијезда 09 Бијељина
- Група „Југ”: ФК Романија Пале

### Сезона 2012/13.
- Група „Запад”: ФК Омарска, Омарска
- Група „Центар”: ФК Требава, Осјечани
- Група „Исток”: ФК Слога Унитед, Бијељина
- Група „Југ”: ФК Вележ, Невесиње

### Сезона 2011/12.
- Група „Запад”: ФК Јабланица , Јабланица
- Група „Центар”: ФК Вучијак, Мајевац
- Група „Истoк”: ФК Власеница, Власеница
- Група „Југ”: ОФК Гласинац 2011, Соколац

### Сезона 2010/11.
- Група „Запад”: ФК Напријед , Бања Лука
- Група „Центар”: ФК Текстилац, Дервента
- Група „Исток”: ФК Младост Богутово Село, Богутово Село
- Група „Југ”: ФК Стакорина, Чајниче

### Сезона 2009/10.
- Група „Запад”: ФК Врбас, Бања Лука
- Група „Центаp”: ФК Младост, Доња Слатина
- Група „Исток”: ФК Илићка 01, Брчко
- Група „Југ”: ФК Жељезница, Трново

### Сезона 2008/09.
- Група „Запад”: ФК Црвена земља, Нова Вес
- Група „Центар”: ФК Пелагићево, Пелагићево
- Група „Исток”: ФК Младост, Сандићи
- Група „Југ”: ФК Херцеговац, Билећа

## Историја
На крају сезоне 2007/08. је извршена реорганизација постојећих 5, односно 8 лига (са подгрупама) и формиране су садашње четири лиге.
Регионална лига је формирана у сезони 2008/09 и постала је нови трећи ранг у Републике Српске.До тада,Подручнe лигe у фудбалу Републике Српске су биле трећи ранг.Клубови Подручних савеза Приједор,Градишка,Бања Лука наступају у групи „Запад“,Добој у групи „Центар“,Бијељина у групи „Исток“,те Источно Сарајево и Требиње у групи „Југ“.“.Клубови група „Запад“ и „Центар“ пласирају се у Другa лигa Републике Српcке -Запад,а група „Исток“ и „Југ“ у Другу лигу Републике Српске -Исток.

### Бивше треће лиге ( сезонa 2007/08)
- Подручна лига Републике Српске Приједор
- Подручна лига Републике Српске Градишка
- Подручна лига Републике Српске Бања Лука
- Подручна лига Републике Српске Добој (Двије групе)
- Подручна лига Републике Српске Бијељина (Три групе)